# 河谷米尔豪森
河谷米尔豪森（德語：Mühlhausen im Täle，發音：[myːlˈhaʊzn̩ ʔɪm ˈtɛːlə]）是德国巴登-符腾堡州斯图加特行政区格平根县的市镇，面积6.33平方千米，2023年12月31日人口为1,128人。